# Reginald Wingate

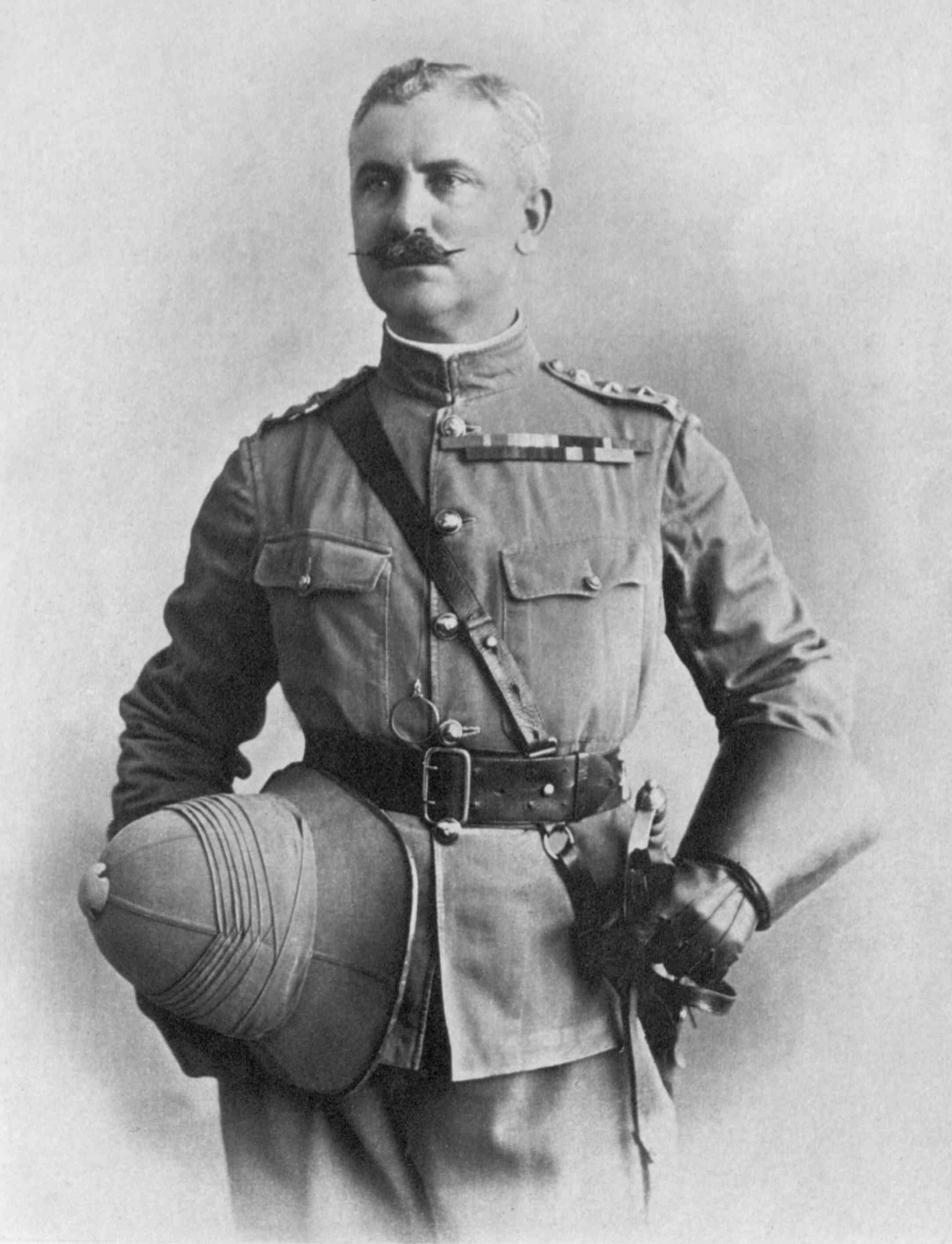
General Reginald Wingate, generalguvernör över Sudan.

Francis Reginald Wingate, född 25 juni 1861 i Renfrew, död 29 januari 1953 i Dunbar, East Lothian, var en brittisk general och generalguvernör över Sudan. Han var baronet of Dunbar and Port Sudan sedan 1920.
Wingate blev 1880 officer vid artilleriet och ingick 1883 i egyptiska armén.  Han deltog i Nilexpeditionen 1884-1885, i operationerna på gränsen mot Sudan 1889 och 1891 samt i Sudanexpeditionen 1896-1898. För sin duglighet under krigen i Sudan mottog han parlamentets tack  och befordrades 1899 till överste. Efter Kitcheners avgång samma år blev han överbefälhavare för de egyptiska trupperna och generalguvernör över Sudan. 1903 blev han generalmajor, 1908 generallöjtnant och 1913 general. Mellan 1916 och 1919 var han brittisk high commissioner i Egypten och avgick från aktiv tjänst 1922. 